# Reprezentacja Bahrajnu U-20 w piłce nożnej mężczyzn
Reprezentacja Bahrajnu U-20 w piłce nożnej mężczyzn – męska piłkarska reprezentacja Bahrajnu do lat 20. Największymi sukcesami reprezentacji jest zdobycie srebra na mistrzostwach Azji w 1986 roku.

## Udział w turniejach międzynarodowych

### Mistrzostwa Świata
Na podstawie:
| Rok   | Runda                  | M                      | W                      | R                      | P                      | GZ                     | GS                     |
| ----- | ---------------------- | ---------------------- | ---------------------- | ---------------------- | ---------------------- | ---------------------- | ---------------------- |
| 1977  | Nie zakwalifikował się | Nie zakwalifikował się | Nie zakwalifikował się | Nie zakwalifikował się | Nie zakwalifikował się | Nie zakwalifikował się | Nie zakwalifikował się |
| 1979  | Nie zakwalifikował się | Nie zakwalifikował się | Nie zakwalifikował się | Nie zakwalifikował się | Nie zakwalifikował się | Nie zakwalifikował się | Nie zakwalifikował się |
| 1981  | Nie zakwalifikował się | Nie zakwalifikował się | Nie zakwalifikował się | Nie zakwalifikował się | Nie zakwalifikował się | Nie zakwalifikował się | Nie zakwalifikował się |
| 1983  | Nie zakwalifikował się | Nie zakwalifikował się | Nie zakwalifikował się | Nie zakwalifikował się | Nie zakwalifikował się | Nie zakwalifikował się | Nie zakwalifikował się |
| 1985  | Nie zakwalifikował się | Nie zakwalifikował się | Nie zakwalifikował się | Nie zakwalifikował się | Nie zakwalifikował się | Nie zakwalifikował się | Nie zakwalifikował się |
| 1987  | Faza grupowa           | 3                      | 0                      | 1                      | 2                      | 1                      | 4                      |
| 1989  | Nie zakwalifikował się | Nie zakwalifikował się | Nie zakwalifikował się | Nie zakwalifikował się | Nie zakwalifikował się | Nie zakwalifikował się | Nie zakwalifikował się |
| 1991  | Nie zakwalifikował się | Nie zakwalifikował się | Nie zakwalifikował się | Nie zakwalifikował się | Nie zakwalifikował się | Nie zakwalifikował się | Nie zakwalifikował się |
| 1993  | Nie zakwalifikował się | Nie zakwalifikował się | Nie zakwalifikował się | Nie zakwalifikował się | Nie zakwalifikował się | Nie zakwalifikował się | Nie zakwalifikował się |
| 1995  | Nie zakwalifikował się | Nie zakwalifikował się | Nie zakwalifikował się | Nie zakwalifikował się | Nie zakwalifikował się | Nie zakwalifikował się | Nie zakwalifikował się |
| 1997  | Nie zakwalifikował się | Nie zakwalifikował się | Nie zakwalifikował się | Nie zakwalifikował się | Nie zakwalifikował się | Nie zakwalifikował się | Nie zakwalifikował się |
| 1999  | Nie zakwalifikował się | Nie zakwalifikował się | Nie zakwalifikował się | Nie zakwalifikował się | Nie zakwalifikował się | Nie zakwalifikował się | Nie zakwalifikował się |
| 2001  | Nie zakwalifikował się | Nie zakwalifikował się | Nie zakwalifikował się | Nie zakwalifikował się | Nie zakwalifikował się | Nie zakwalifikował się | Nie zakwalifikował się |
| 2003  | Nie zakwalifikował się | Nie zakwalifikował się | Nie zakwalifikował się | Nie zakwalifikował się | Nie zakwalifikował się | Nie zakwalifikował się | Nie zakwalifikował się |
| 2005  | Nie zakwalifikował się | Nie zakwalifikował się | Nie zakwalifikował się | Nie zakwalifikował się | Nie zakwalifikował się | Nie zakwalifikował się | Nie zakwalifikował się |
| 2007  | Nie zakwalifikował się | Nie zakwalifikował się | Nie zakwalifikował się | Nie zakwalifikował się | Nie zakwalifikował się | Nie zakwalifikował się | Nie zakwalifikował się |
| 2009  | Nie zakwalifikował się | Nie zakwalifikował się | Nie zakwalifikował się | Nie zakwalifikował się | Nie zakwalifikował się | Nie zakwalifikował się | Nie zakwalifikował się |
| 2011  | Nie zakwalifikował się | Nie zakwalifikował się | Nie zakwalifikował się | Nie zakwalifikował się | Nie zakwalifikował się | Nie zakwalifikował się | Nie zakwalifikował się |
| 2013  | Nie zakwalifikował się | Nie zakwalifikował się | Nie zakwalifikował się | Nie zakwalifikował się | Nie zakwalifikował się | Nie zakwalifikował się | Nie zakwalifikował się |
| 2015  | Nie zakwalifikował się | Nie zakwalifikował się | Nie zakwalifikował się | Nie zakwalifikował się | Nie zakwalifikował się | Nie zakwalifikował się | Nie zakwalifikował się |
| 2017  | Nie zakwalifikował się | Nie zakwalifikował się | Nie zakwalifikował się | Nie zakwalifikował się | Nie zakwalifikował się | Nie zakwalifikował się | Nie zakwalifikował się |
| 2019  | Nie zakwalifikował się | Nie zakwalifikował się | Nie zakwalifikował się | Nie zakwalifikował się | Nie zakwalifikował się | Nie zakwalifikował się | Nie zakwalifikował się |
| 2023  | Nie zakwalifikował się | Nie zakwalifikował się | Nie zakwalifikował się | Nie zakwalifikował się | Nie zakwalifikował się | Nie zakwalifikował się | Nie zakwalifikował się |
| Razem | Turniejów finał.       | 3                      | 0                      | 1                      | 2                      | 1                      | 4                      |

### Mistrzostwa Azji
Na podstawie:
| Rok   | Runda                             | M                                 | W                                 | R                                 | P                                 | GZ                                | GS                                |
| ----- | --------------------------------- | --------------------------------- | --------------------------------- | --------------------------------- | --------------------------------- | --------------------------------- | --------------------------------- |
| 1959  | Był częścią Imperium Brytyjskiego | Był częścią Imperium Brytyjskiego | Był częścią Imperium Brytyjskiego | Był częścią Imperium Brytyjskiego | Był częścią Imperium Brytyjskiego | Był częścią Imperium Brytyjskiego | Był częścią Imperium Brytyjskiego |
| 1960  | Był częścią Imperium Brytyjskiego | Był częścią Imperium Brytyjskiego | Był częścią Imperium Brytyjskiego | Był częścią Imperium Brytyjskiego | Był częścią Imperium Brytyjskiego | Był częścią Imperium Brytyjskiego | Był częścią Imperium Brytyjskiego |
| 1961  | Był częścią Imperium Brytyjskiego | Był częścią Imperium Brytyjskiego | Był częścią Imperium Brytyjskiego | Był częścią Imperium Brytyjskiego | Był częścią Imperium Brytyjskiego | Był częścią Imperium Brytyjskiego | Był częścią Imperium Brytyjskiego |
| 1962  | Był częścią Imperium Brytyjskiego | Był częścią Imperium Brytyjskiego | Był częścią Imperium Brytyjskiego | Był częścią Imperium Brytyjskiego | Był częścią Imperium Brytyjskiego | Był częścią Imperium Brytyjskiego | Był częścią Imperium Brytyjskiego |
| 1963  | Był częścią Imperium Brytyjskiego | Był częścią Imperium Brytyjskiego | Był częścią Imperium Brytyjskiego | Był częścią Imperium Brytyjskiego | Był częścią Imperium Brytyjskiego | Był częścią Imperium Brytyjskiego | Był częścią Imperium Brytyjskiego |
| 1964  | Był częścią Imperium Brytyjskiego | Był częścią Imperium Brytyjskiego | Był częścią Imperium Brytyjskiego | Był częścią Imperium Brytyjskiego | Był częścią Imperium Brytyjskiego | Był częścią Imperium Brytyjskiego | Był częścią Imperium Brytyjskiego |
| 1965  | Był częścią Imperium Brytyjskiego | Był częścią Imperium Brytyjskiego | Był częścią Imperium Brytyjskiego | Był częścią Imperium Brytyjskiego | Był częścią Imperium Brytyjskiego | Był częścią Imperium Brytyjskiego | Był częścią Imperium Brytyjskiego |
| 1966  | Był częścią Imperium Brytyjskiego | Był częścią Imperium Brytyjskiego | Był częścią Imperium Brytyjskiego | Był częścią Imperium Brytyjskiego | Był częścią Imperium Brytyjskiego | Był częścią Imperium Brytyjskiego | Był częścią Imperium Brytyjskiego |
| 1967  | Był częścią Imperium Brytyjskiego | Był częścią Imperium Brytyjskiego | Był częścią Imperium Brytyjskiego | Był częścią Imperium Brytyjskiego | Był częścią Imperium Brytyjskiego | Był częścią Imperium Brytyjskiego | Był częścią Imperium Brytyjskiego |
| 1968  | Był częścią Imperium Brytyjskiego | Był częścią Imperium Brytyjskiego | Był częścią Imperium Brytyjskiego | Był częścią Imperium Brytyjskiego | Był częścią Imperium Brytyjskiego | Był częścią Imperium Brytyjskiego | Był częścią Imperium Brytyjskiego |
| 1969  | Był częścią Imperium Brytyjskiego | Był częścią Imperium Brytyjskiego | Był częścią Imperium Brytyjskiego | Był częścią Imperium Brytyjskiego | Był częścią Imperium Brytyjskiego | Był częścią Imperium Brytyjskiego | Był częścią Imperium Brytyjskiego |
| 1970  | Był częścią Imperium Brytyjskiego | Był częścią Imperium Brytyjskiego | Był częścią Imperium Brytyjskiego | Był częścią Imperium Brytyjskiego | Był częścią Imperium Brytyjskiego | Był częścią Imperium Brytyjskiego | Był częścią Imperium Brytyjskiego |
| 1971  | Nie zakwalifikował się            | Nie zakwalifikował się            | Nie zakwalifikował się            | Nie zakwalifikował się            | Nie zakwalifikował się            | Nie zakwalifikował się            | Nie zakwalifikował się            |
| 1972  | Nie zakwalifikował się            | Nie zakwalifikował się            | Nie zakwalifikował się            | Nie zakwalifikował się            | Nie zakwalifikował się            | Nie zakwalifikował się            | Nie zakwalifikował się            |
| 1973  | Faza grupowa                      | 3                                 | 0                                 | 2                                 | 1                                 | 1                                 | 3                                 |
| 1974  | Nie zakwalifikował się            | Nie zakwalifikował się            | Nie zakwalifikował się            | Nie zakwalifikował się            | Nie zakwalifikował się            | Nie zakwalifikował się            | Nie zakwalifikował się            |
| 1975  | Ćwierćfinał                       | 5                                 | 4                                 | 0                                 | 1                                 | 6                                 | 2                                 |
| 1976  | Nie zakwalifikował się            | Nie zakwalifikował się            | Nie zakwalifikował się            | Nie zakwalifikował się            | Nie zakwalifikował się            | Nie zakwalifikował się            | Nie zakwalifikował się            |
| 1977  | III miejsce                       | 5                                 | 3                                 | 1                                 | 1                                 | 9                                 | 8                                 |
| 1978  | Ćwierćfinał                       | 5                                 | 2                                 | 1                                 | 2                                 | 6                                 | 4                                 |
| 1980  | Nie zakwalifikował się            | Nie zakwalifikował się            | Nie zakwalifikował się            | Nie zakwalifikował się            | Nie zakwalifikował się            | Nie zakwalifikował się            | Nie zakwalifikował się            |
| 1982  | Nie zakwalifikował się            | Nie zakwalifikował się            | Nie zakwalifikował się            | Nie zakwalifikował się            | Nie zakwalifikował się            | Nie zakwalifikował się            | Nie zakwalifikował się            |
| 1985  | Nie zakwalifikował się            | Nie zakwalifikował się            | Nie zakwalifikował się            | Nie zakwalifikował się            | Nie zakwalifikował się            | Nie zakwalifikował się            | Nie zakwalifikował się            |
| 1986  | II miejsce                        | 5                                 | 3                                 | 1                                 | 1                                 | 11                                | 3                                 |
| 1988  | Nie zakwalifikował się            | Nie zakwalifikował się            | Nie zakwalifikował się            | Nie zakwalifikował się            | Nie zakwalifikował się            | Nie zakwalifikował się            | Nie zakwalifikował się            |
| 1990  | Faza grupowa                      | 3                                 | 0                                 | 1                                 | 2                                 | 1                                 | 7                                 |
| 1992  | Nie zakwalifikował się            | Nie zakwalifikował się            | Nie zakwalifikował się            | Nie zakwalifikował się            | Nie zakwalifikował się            | Nie zakwalifikował się            | Nie zakwalifikował się            |
| 1994  | Faza grupowa                      | 4                                 | 0                                 | 3                                 | 1                                 | 4                                 | 6                                 |
| 1996  | Nie zakwalifikował się            | Nie zakwalifikował się            | Nie zakwalifikował się            | Nie zakwalifikował się            | Nie zakwalifikował się            | Nie zakwalifikował się            | Nie zakwalifikował się            |
| 1998  | Nie zakwalifikował się            | Nie zakwalifikował się            | Nie zakwalifikował się            | Nie zakwalifikował się            | Nie zakwalifikował się            | Nie zakwalifikował się            | Nie zakwalifikował się            |
| 2000  | Nie zakwalifikował się            | Nie zakwalifikował się            | Nie zakwalifikował się            | Nie zakwalifikował się            | Nie zakwalifikował się            | Nie zakwalifikował się            | Nie zakwalifikował się            |
| 2002  | Nie zakwalifikował się            | Nie zakwalifikował się            | Nie zakwalifikował się            | Nie zakwalifikował się            | Nie zakwalifikował się            | Nie zakwalifikował się            | Nie zakwalifikował się            |
| 2004  | Nie zakwalifikował się            | Nie zakwalifikował się            | Nie zakwalifikował się            | Nie zakwalifikował się            | Nie zakwalifikował się            | Nie zakwalifikował się            | Nie zakwalifikował się            |
| 2006  | Nie zakwalifikował się            | Nie zakwalifikował się            | Nie zakwalifikował się            | Nie zakwalifikował się            | Nie zakwalifikował się            | Nie zakwalifikował się            | Nie zakwalifikował się            |
| 2008  | Nie zakwalifikował się            | Nie zakwalifikował się            | Nie zakwalifikował się            | Nie zakwalifikował się            | Nie zakwalifikował się            | Nie zakwalifikował się            | Nie zakwalifikował się            |
| 2010  | Faza grupowa                      | 4                                 | 1                                 | 0                                 | 2                                 | 2                                 | 4                                 |
| 2012  | Nie zakwalifikował się            | Nie zakwalifikował się            | Nie zakwalifikował się            | Nie zakwalifikował się            | Nie zakwalifikował się            | Nie zakwalifikował się            | Nie zakwalifikował się            |
| 2014  | Nie zakwalifikował się            | Nie zakwalifikował się            | Nie zakwalifikował się            | Nie zakwalifikował się            | Nie zakwalifikował się            | Nie zakwalifikował się            | Nie zakwalifikował się            |
| 2016  | Ćwierćfinał                       | 4                                 | 2                                 | 0                                 | 2                                 | 7                                 | 7                                 |
| 2018  | Nie zakwalifikował się            | Nie zakwalifikował się            | Nie zakwalifikował się            | Nie zakwalifikował się            | Nie zakwalifikował się            | Nie zakwalifikował się            | Nie zakwalifikował się            |
| 2023  | Nie zakwalifikował się            | Nie zakwalifikował się            | Nie zakwalifikował się            | Nie zakwalifikował się            | Nie zakwalifikował się            | Nie zakwalifikował się            | Nie zakwalifikował się            |
| Razem | Turniejów finał.                  | 69                                | 42                                | 9                                 | 18                                | 133                               | 78                                |

## Aktualny skład
Aktualny skład drużyny można przeglądać na stronie transfermarkt.pl.